# Кукушев, Евгений Кузьмич
Евгений Кузьмич Кукушев (5 февраля 1925, Оренбург — 14 февраля 1995, Москва) — советский военный лётчик, полковник (1971); Заслуженный лётчик-испытатель СССР.

## Биография
В 1944 г. в Педжикенте окончил Одесскую спецшколу ВВС, с июня 1944 г. — в рядах Красной Армии. До декабря 1944 г. обучался в Одесской военной школе пилотов (Фрунзе), затем — в Ташкентской школе стрелков-бомбардиров (Чирчик). В 1949 окончил Качинское высшее военное авиационное училище лётчиков, до 1951 г. был в нём лётчиком-инструктором.
В 1953 г. окончил Школу лётчиков-испытателей. С августа 1953 г. служил лётчиком-испытателем, заместителем начальника Лётно-испытательной станции по лётной службе авиационного завода (Комсомольск-на-Амуре), испытывал серийные МиГ-17, Су-7 и их модификации.
С октября 1959 по декабрь 1970 г. — лётчик-испытатель, заместитель начальника лётно-испытательного комплекса по лётной службе Московского машиностроительного завода им. П. О. Сухого. Поднял в небо и провёл испытания Су-9У (25.1.1961), Су-15/3 (2.10.1963), Су-7У (25.10.1965), Су-15УТ (26.8.1968), головного Су-17 (С-32-1) Комсомольского-на-Амуре авиазавода (1.7.1969); участвовал в испытаниях Су-24.
В июле 1967 г. на авиационном параде в Домодедове продемонстрировал взлёт и посадку Су-17 с изменением стреловидности крыла при различных манёврах, серию фигур высшего пилотажа, полёт на малой и большой скоростях.
20 января 1969 г. в полёте на Су-15УТ после «обжатия» самолёта по перегрузке на посадке не вышли основные опоры шасси. Е. Кукушев применил «чкаловский» набор фигур пилотажа с созданием перегрузок, и только после пятой попытки стойки выпустились. Причиной происшествия стало несоблюдение при постройке машины зазоров между щитками шасси и обшивкой крыла, что дало о себе знать только после полёта на перегрузку.
С марта 1972 — в запасе. Работал в ОКБ имени П. О. Сухого заместителем начальника лётной службы, с 1980 г. — инженером-конструктором. Жил в Москве.
Умер в 1995 году. Урна с прахом захоронена в колумбарии на Ваганьковском кладбище.

## Награды
- орден Красной Звезды (12.7.1957)
- орден «Знак Почёта» (22.7.1966)
- Заслуженный лётчик-испытатель СССР (21.2.1969)
- двенадцать медалей.